# Бока Д'оро
Бока Д'оро е риба на семейството Минокопови. По форма е подобен на европейския лаврак, с перлено-сребристо оцветяване и жълто оцветена уста. Дължината може да варира от 40 – 50 см до 2 m дълъг, с тегло до 55 килограма.

## Таксономия
Бока Д'оро (Argyrosomus regius) За първи път официално е описан като Perca regia от испанския дипломат, натуралист, адвокат и историк Игнасио Йордан Клаудио де Асо и дел Рио с типовото местоположение, дадено като Ла Рошел в Шарант Маритим на брега на Бискайския бряг на Франция. Конкретното име regius означава „кралски“, това не е обяснено от Asso, но може да е латинизация на каталунското име за този вид, reix . 

## Описание
Argyrosomus regius има сравнително голяма глава с доста малки очи, голямата уста е в крайно положение и има удължено тяло. Страничната линия се вижда лесно и се простира чак до опашната перка . Задната гръбна перка е много по-дълга от първата, която има девет лъча. Първият лъч на аналната перка е къс и бодлив, докато вторият е много тънък. Плувният мехур съдържа няколко разклонени придатъка, които вибрират, за да издават мъркане, което може да се чуе на разстояние до 30 метра и това мъркане се произвежда от мъжете по време на размножителния сезон. Цвят на тялото перлено-сребрист, с бронзови черти на гърба. Основите на перките са червеникавокафяви, а устната кухина жълто-златиста или сьомгово-розова. Скалите са големи и всяка четвърта скала е поставена под различен ъгъл от останалите. Може да нарасне до 2 м дължина и 50 кг в тегло. 
Argyrosomus regius е дънна, океаномормна риба, която се среща в крайбрежните води и на континенталния шелф, може да се появи близо до дъното, както и в повърхностните и средните води. Възрастните ловят сив кефал и глупак като сардини  които активно се преследват в открити води. Възрастните се събират в крайбрежните води, за да хвърлят хайвера си през пролетта и лятото. Непълнолетните и по-възрастните предпочитат устията и крайбрежните лагуни, а здравето на набирането на възрастно население вероятно се определя от наличието на тези местообитания. Тези риби са мигриращи, на всяка възраст, мигриращи по брега или между морски и крайбрежни води в отговор на температурните промени. A. regius се храни с риби и плуващи ракообразни и се среща най-вече върху пясък, близо до скалите, на максимум 1 – 200 m, но често се среща на 15 – 100 m. Трите основни места за хвърляне на хайвера в Северния Атлантик и Средиземно море са делтата на Нил, заливът Левриер и устието на Жиронда и с голям брой възрастни се събират на тези места между май и юли.  Големи училища от A. regius се срещат около разбити кораби, които умишлено са потопени, за да създадат ново местообитание за редица търговски уловени видове риби. По-голямата част от растежа им се случва през летните месеци и храненето се намалява значително, когато температурата на водата падне под 13 – 15 ° С. 
Новоизлюпените непълнолетни напускат лиманите, където прекарват първите няколко месеца в края на лятото и се преместват в крайбрежни води с дълбочина между 20 и 40 м, където прекарват зимните месеци. През следващата пролет те се връщат в своите естуарни места за хранене от средата на май. Температурата на водата е най-важният фактор, който определя трофичната миграция и възпроизводството на оскъдни. Възрастна женска A. regius с дължина 1,2 м произвежда около 800 000 яйца и хвърля хайвера, когато температурата на водата е 17 – 22 ° С. Младите ядат малки дънни риби и ракообразни, преминавайки към пелагични риби и главоноги, след като пораснат до 30 – 40 см дължина.

## Риболов
Argyrosomus regius се лови с търговска цел с тралове, дълги опашки и ръчни въжета. Видът също е обект на спортен риболов. Екземпляри от 1.8 m дължина и над 50 кг в тегло, които бяха разтоварени в Португалия през 2002 г., достигнаха над 200 евро. Основният оскъден риболов в момента е в Мавритания, Мароко и Египет и те представляват над 80% от годишния световен улов от около 10 000 тона. Европейският риболов е сравнително малък и се намира на атлантическите брегове на Испания, Португалия и Франция с годишен улов от 800 t във Франция, 400 t в Португалия и 150 t в Испания.

## Аквакултури
Отглеждането на Argyrosomus regius все още е доста експериментално и включва интензивно производство в наземни резервоари и морски клетки. Има малко съоръжения, установени главно в южна Франция, където те са в Камарг, Кан и Корсика, в Уелва, Испания, и в Ла Специя и Лагуна ди Орбетело в Италия.  В големи количества се произвежда и в Турция. 